# Нова весна
Нова́ весна́ — роман у жанрі фентезі американського письменника Роберта Джордана, що розглядається як приквел циклу романів Колесо часу.

## Історія створення
Око Світу, перший роман циклу Колесо часу був опублікований 1990 року. На момент появи Нової весни у 1999 році вийшло вже вісім книг циклу.
Вперше Нова весна з'явилась як оповідання в збірці Legends: Short Novels by the Masters of Modern Fantasy, а згодом Джордан розширив твір: роман опублікований 2004 року складається з 26 глав і епілогу, хоча має менший обсяг, ніж книги циклу Колесо часу. З іншого боку, після виходу Нової весни Джордан встиг опублікувати лише одну, дев'яту книгу циклу. Початково цей роман задумувався як перший у трилогії-приквелі, що плавно підводили б читача до подій Ока Світу. Проте сприйняття читачів, а згодом і смерть автора (у 2007) завадили реалізації задуму. Брендон Сендерсон, що, слідуючи записам Джордана, завершував роботу над цілою епопеєю, не повертався до приквелів.

## Сюжет
Події Нової весни відбуваються за 20 років до описаних в романі Око Світу. Біля стін Тар Валона завершується війна з кочівниками-аїлами, яку багато хто сприймає як передвістку кінця світу. У війську, що захищає найбільше місто Світу та Білу башту в його центрі, служить Лан Мандрагоран, останній правитель народу Малькірі. В самій Білій башті, що належить ордену чарівниць айз седай, розгортаються драматичні події, в центрі яких опиняються молоді послушниці Сюань Санче та Муарейн Дамодред. Їм стає відомим пророцтво про народження Дракона, єдиного чоловіка здатного перемогти пітьму в останній битві, Тармон Ґай'дон. Після загадкових смертей кількох старших сестер, Муарейн і Сюань залишаються єдиними, кому відомі подробиці пророцтва. Муарейн тікає з Башти, відчуваючи відповідальність за новонародженого, якому десь загрожує небезпека.

Лан опиняється в північному королівстві Кандор, далі якого починаються Прокляті землі, що поглинули його рідну Малькірі. Тут же перебуває Муарейн, яка шукає немовля та переховується від сестер, айз седай. У трагічних пригодах, що розгортаються в палаці володаря Кандору, Лан і Муарейн мусять здолати взаємну недовіру та об'єднатися заради боротьби зі спільним ворогом, Темним. Їм належить знайти Дракона, перш ніж він буде вбитий або усвідомить свою силу та долю, що може обернутися божевіллям.
Роман знайомить читача з ключовими елементами світу фентезі, створеного Джорданом: колесом часу, природою чарів, добрими та злими істотами, орденом айз седай, малькірі, білими клобуками тощо. Географія світу Джордана в Новій весні розкрита лише частково, зазначені характери та культура народів, що його населяють і відіграватимуть значну роль у книгах циклу, намічені зв'язки між деякими їх правителями та, загалом, стосунки між багатьма героями циклу.

## Цікавинки
Нова весна стала першим твором Джордана, що публікувався в форматі графічного роману (2005—2011).